# Ferento
Ferento (Ferentum) est un site étrusque situé près de Viterbe, sur la Via Tiberina, dans la haute vallée du Tibre, dans le Nord du Latium.

## Histoire
La cité de Frentis date du VIIe siècle av. J.-C. /  VIe siècle av. J.-C., et  s'est développée autour de l'agriculture, de l'élevage, de l'extraction et du travail du fer, de la transformation du tuf et du pépérin. Elle était rattachée à la Lucumonie de Velzna (Orvieto), mais fut détruite à la fin du VIe siècle av. J.-C.
Au Ve siècle av. J.-C., les réfugiés de la ville étrusque  d'Acquarossa, détruite lors des guerres d'expansion de Tarquinia, se réunissent sur le promontoire parallèle de Pianicara, et fondent la petite cité de Ferentum (en latin).
La région passe sous domination romaine, et après la Guerre sociale, Ferentum devient Municipium.
Au début de l'Empire, la ville se développe avec la construction de bâtiments publics, d'un forum, d'un bâtiment thermal, d'une fontaine entourée de plusieurs statues, d'un théâtre et d'un amphithéâtre.
Elle est le lieu de naissance de l'empereur Othon et de Flavia Domitilla.
Son premier évêque est saint Eutychius (Eutizio di Ferento (it)), mort martyrisé, mais de la fin du Ve jusqu'au milieu du VIIe siècle, elle est un évêché.
Elle n'échappe pas à la guerre entre l'Empire byzantin et les Lombards (575-603), la population en subissant un fort recul démographique et se retranche à l'ouest de la ville antique, avec comme base l'amphithéâtre. Le siège de l'évêché est transféré à Bomarzo. Cependant, le roi Lombard Liutprand réside un temps à Ferento, puis déménage en 740 en Ombrie où il fonde en souvenir Ferentillo.
Aux XIe et XIIe siècles, la zone se repeuple et s'étale à l'est de l'amphithéâtre, qui se voit dotée d'une tour de guet centrale. Une nouvelle enceinte est bâtie autour des habitations extérieures à celui-ci.
En 1169, Ferento est en guerre contre Viterbe, et en 1170, la ville est envahie et incendiée. Les survivants prêtent serment de fidélité à Viterbe en 1171, mais se révoltent à la fin de cette même année. La ville est de nouveau envahie le 1er janvier 1172 dans la nuit, en silence, puis c'est un nouveau massacre : seules quelques familles nobles sont épargnées et conduites à Viterbe ; quelques habitants parviennent à quitter la ville pour se réfugier dans la campagne, dans des grottes (Grotte Santo Stefano (it)).

## Biographie
- (en) George Dennis, The Cities and Cemeteries of Etruria, Londres, John Murray (lire en ligne), p.203–209.
- (de) Hagen Hemmie, Rom – Latium, p.  507, Michael Müller, Erlangen 2001,  (ISBN 3-923278-30-6)
- (de) Christoph Hennig, Latium, p.  76-77, Ostfildern, Du Mont, 2006.  (ISBN 978-3-7701-6031-0).
- (de) Gerhard Radke, Ferentium, dans Der Kleine Pauly, 2, p.  536, Stuttgart, 1967.
- (it) Daniela Williams Le monete di Ferento: tre ritrovamenti a confronto, Metodologia, insediamenti urbani e produzioni. Il contributo di Gabriella Maetzke e le attuali prospettive delle ricerche, in Daidalos 9 (2008), p.  161-186.